# Nezha Regragui
Pour les articles homonymes, voir Regragui.
Nezha Regragui est une comédienne marocaine née à Rabat le 17 décembre 1957.

## Biographie

### Carrière
Nezha Regragui a suivi une formation d'artiste à l'Institut d'art dramatique de Rabat. Elle compte parmi la deuxième génération des comédiennes marocaines. 
Elle est une actrice très connue au Maroc,,. Elle a joué dans les films Caftan d'amour (1988), Le Vent de la Toussaint (1989), Les Amis d'hier (1998), Mabrouk (1999) Ici et là... (2005), Awlad Lablad (Les Gars du bled) (2009),,
Depuis plus de 25 ans, elle fait partie de la Troupe du théâtre national, affiliée au théâtre Mohammed-V. Elle figure dans plusieurs pièces de théâtre comme Maraat Lati, Sa'aa Mabrouka ou encore Hada Enta aux côtés de l'acteur marocain Mohamed El Jem et elle participe à des tournées internationales. 
Elle figure également dans des séries télévisées comme  Al Ferqa" (l'équipe), Men Dar lDar et y joue généralement les rôles féminins principaux. Elle apparaît aussi dans la sitcom Khater Men Dir[réf. nécessaire].

### Vie personnelle
Nezha Regragui est mariée depuis 1982 au chanteur Bachir Abdou qu'elle a rencontré en Tunisie.
Plus tard, en 1985, elle donnera naissance à deux  garçons nommés Ali qui vit à Londres et la star populaire Saad Lamjarred ;  celui-ci ne tardera pas à suivre les traces de ses parents[réf. nécessaire].

## Filmographie

### Cinéma
- 1988 : Caftan d'amour de Moumen Smihi.
- 1989 : Le Vent de la Toussaint.
- 1998 : Les Amis d'hier.
- 1999 : Mabrouk.
- 2005 : Ici et là....
- 2009 : Awlad Lablad (« Les Gars du bled »).

### Télévision

#### Séries télévisées
- Al Ferqa  (« L'Équipe »).
- 2002 : Men Dar Ldar.
- 2006 : Khali 3mara.
- 2008 : Khater Men Dir.
- 2019 : « Daba Tazyane ».

## Théâtre
- Maraat Lati.
- Sa3a Mabrouka.
- Hada Enta.